# Новоавачинское сельское поселение
Новоавачинское се́льское поселе́ние — муниципальное образование в Елизовском районе Камчатского края Российской Федерации.
Административный центр — посёлок Новый.

## История
Статус и границы сельского поселения установлены Законом Камчатской области от 29 декабря 2004 года № 255 «Об установлении границ муниципальных образований, расположенных на территории Елизовского района Камчатской области, и о наделении их статусом муниципального района, городского, сельского поселения».

## Население
| 2010  | 2012  | 2013  | 2014  | 2015  | 2016  | 2017  |
| ----- | ----- | ----- | ----- | ----- | ----- | ----- |
| 3581  | ↗3601 | ↗3770 | ↗3793 | ↘3749 | ↗3773 | ↗3779 |
| 2018  | 2019  | 2020  | 2021  | 2023  |       |       |
| ↗3877 | ↗3898 | ↘3876 | ↗4279 | ↗4424 |       |       |

## Состав сельского поселения
| № | Населённый пункт | Тип населённого пункта          | Население |
| - | ---------------- | ------------------------------- | --------- |
| 1 | Двуречье         | посёлок                         | ↗288      |
| 2 | Красный          | посёлок                         | ↗891      |
| 3 | Нагорный         | посёлок                         | ↘1381     |
| 4 | Новый            | посёлок, административный центр | ↗1316     |